# Jubilee Gardens
Jubilee Gardens (Jardines del Jubileo) es un parque público dentro de South Bank en Londres que fue creado en 1977 para conmemorar el Jubileo de Plata de Isabel II. El parque es el sitio de un monumento a las víctimas de las Brigadas Internacionales de la guerra civil española, especialmente al Batallón Británico, que tuvo bajas muy pesadas. Sus vecinos son el London Eye, el Centro de Shell, el Salón Condal y el río Támesis. Los planes para un completo rediseño de los jardines fueron publicados en 2007 por los Jardines del Jubileo del Grupo Directivo (véase más adelante), aunque ningún trabajo parece haber tenido lugar en el sitio a partir de finales de 2009. 
El sitio de los Jubilee Gardens era anteriormente utilizado para la Cúpula de Discovery y de la Torre Skylon adyacentes durante el Festival de Gran Bretaña en 1951. La taquilla de la rueda de British Airways London Eye Ferris está en la esquina suroeste de los Jubilee Gardens. 
Los Jardines de reurbanización del Jubileo son dirigidos por un grupo directivo que representa a los negocios locales y los intereses de la comunidad. El grupo está coordinado por el Grupo de South Bank de los empleadores. Los Jardines del Jubileo del Grupo Directivo se formaron en enero de 2003, cuando el Southbank Centre, en la actualidad el arrendatario para los Jubilee Gardens, acordaron trabajar con los actores locales para sanear el sitio y crear un fondo independiente para gestionar su futuro. 
Las siguientes organizaciones están representadas en el grupo de dirección: 
- British Airways London Eye
- Coin Street Community Builders
- Department for Culture, Media and Sport
- Friends of Jubilee Gardens
- Government Office for London
- Greater London Authority
- London Borough of Lambeth
- London Development Agency
- Shell International
- Shirayama Corporation
- South Bank Centre
- South Bank Employers’ Group
- Waterloo Community Development Group
- Waterloo Community Regeneration Trust
- Waterloo Project Board

El objetivo declarado del grupo de dirección es "desarrollar un diseño excepcional para los jardines que se ajuste a las necesidades de los diversos grupos de interesados".

## Galería

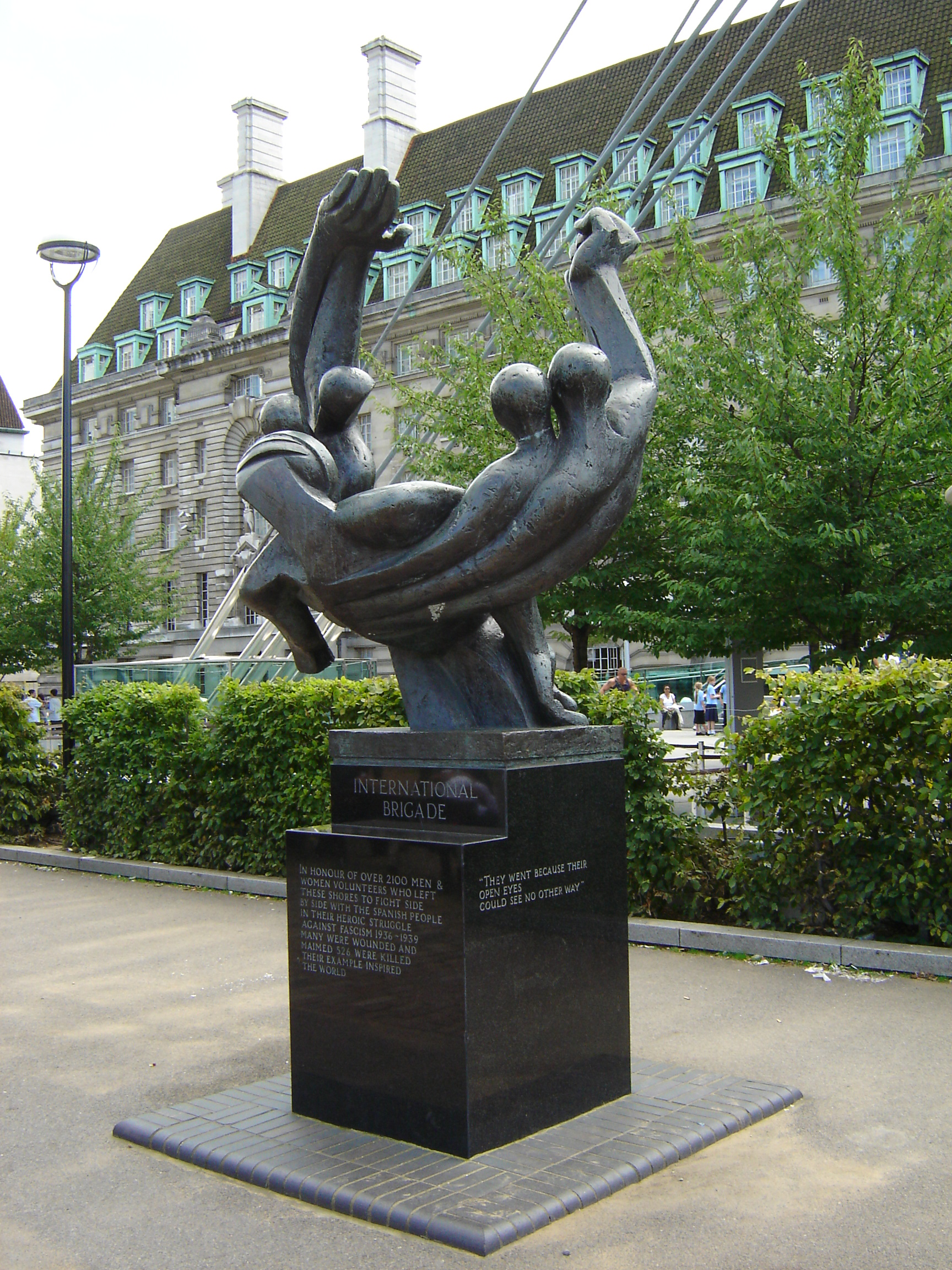
Memorial de las Brigadas Internacionales con la construcción de LCC. Alojamiento para el London Eye también puede ser visto.
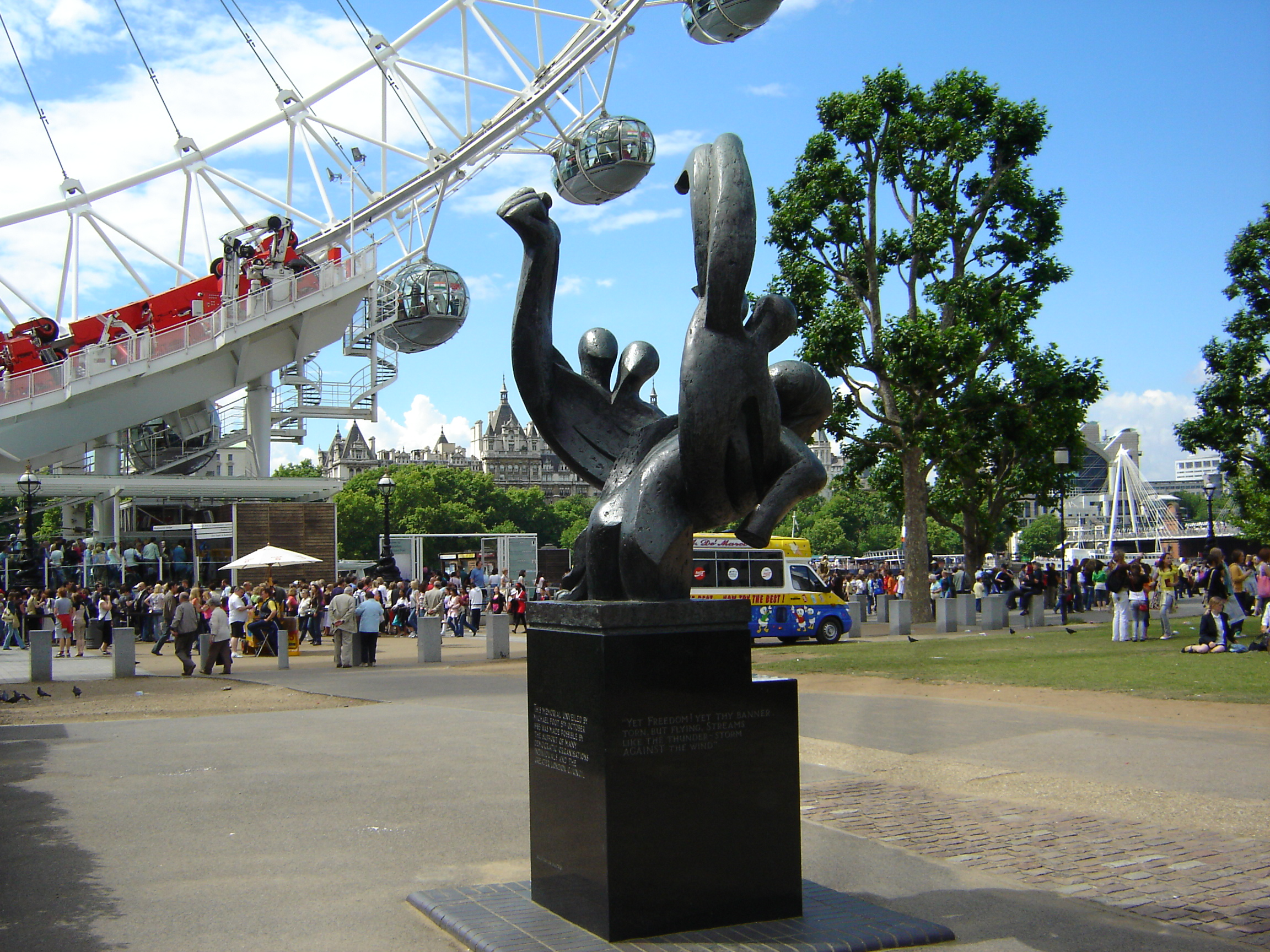
Memorial de las Brigadas Internacionales con el London Eye de fondo.
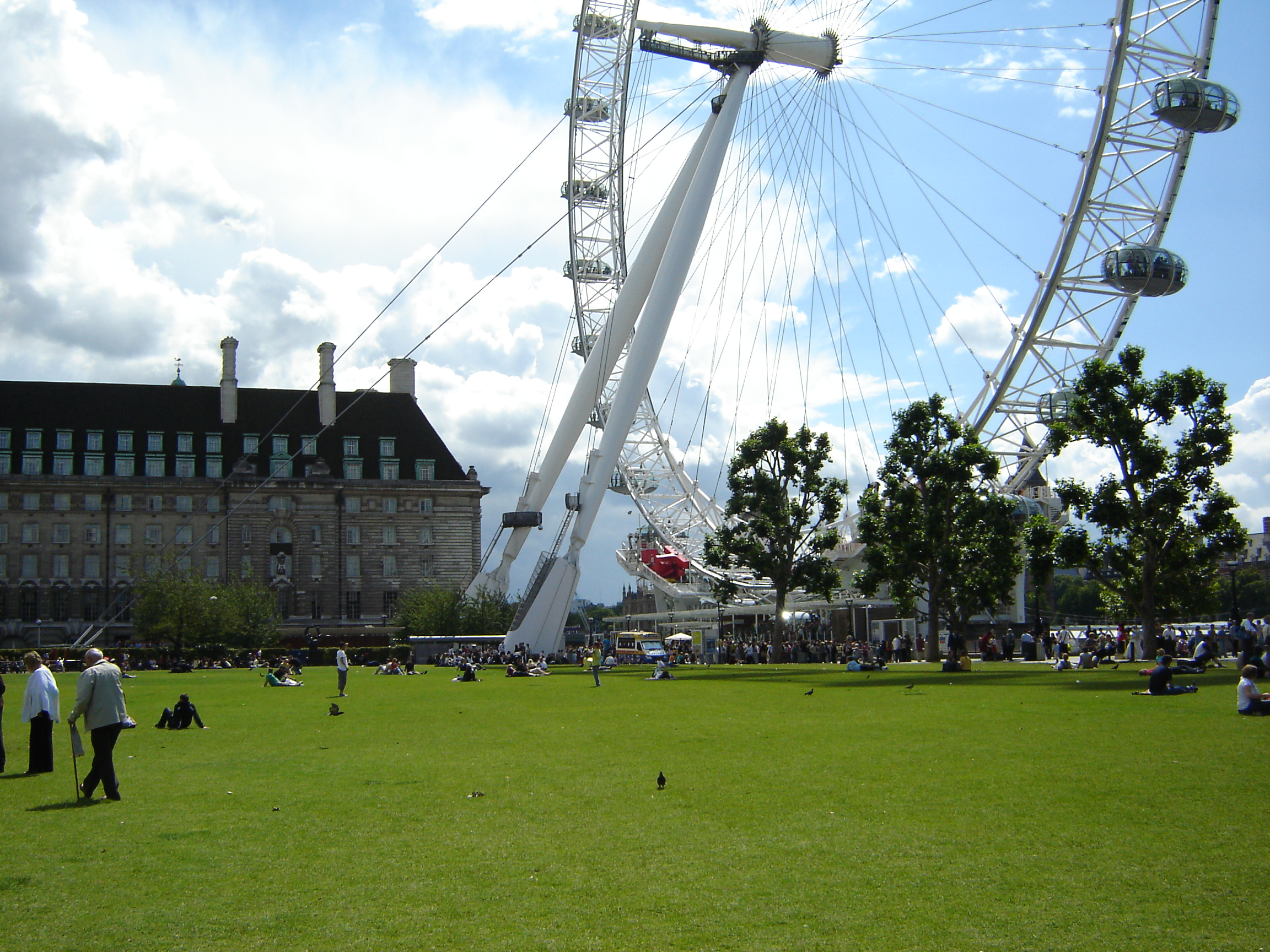
London Eye y el edificio de la LCC de la mitad de los Jubilee Gardens.
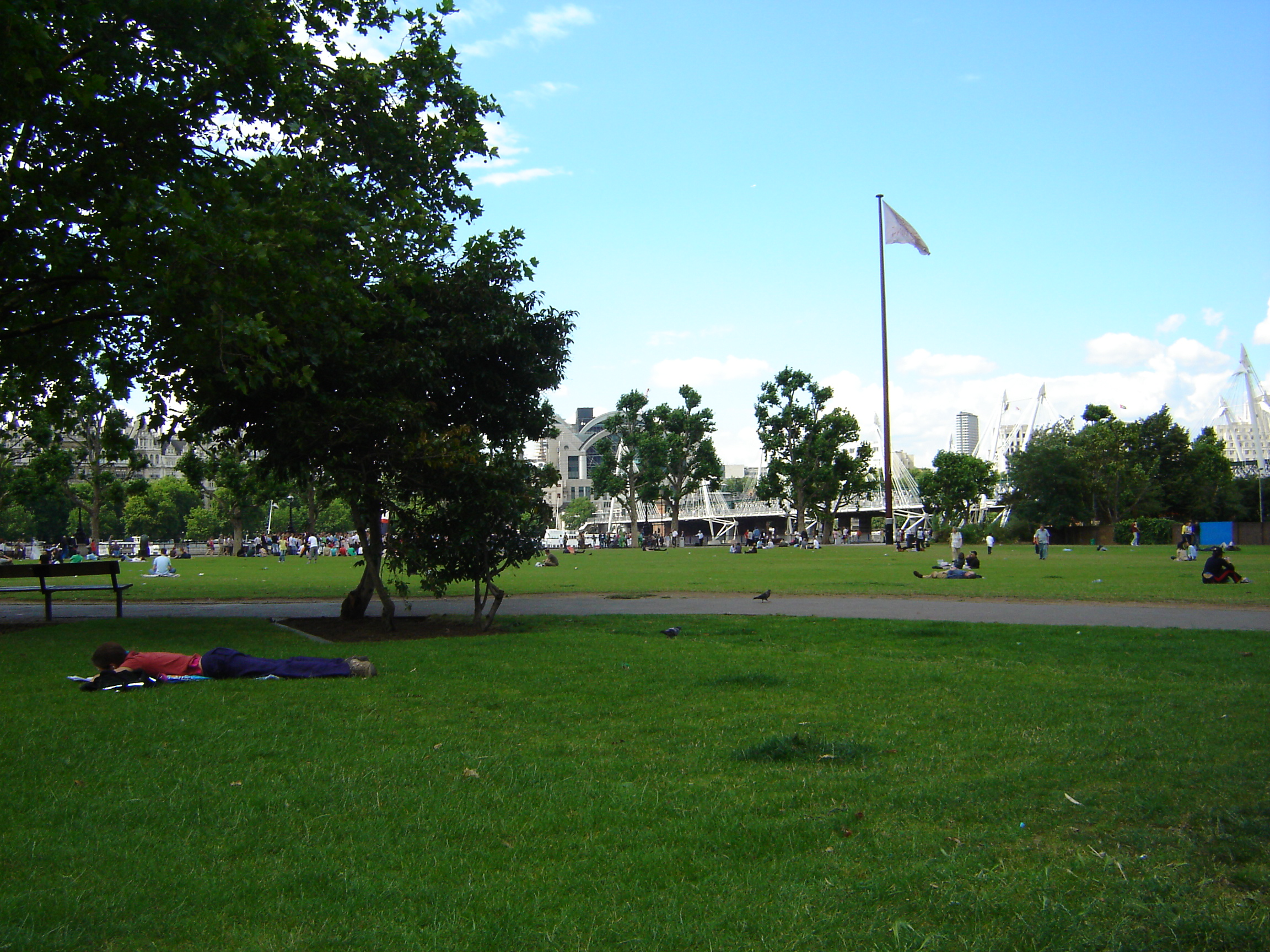
Vistas de los Jubilee Gardens con Hungerford Bridge en segundo plano.